# Parobek

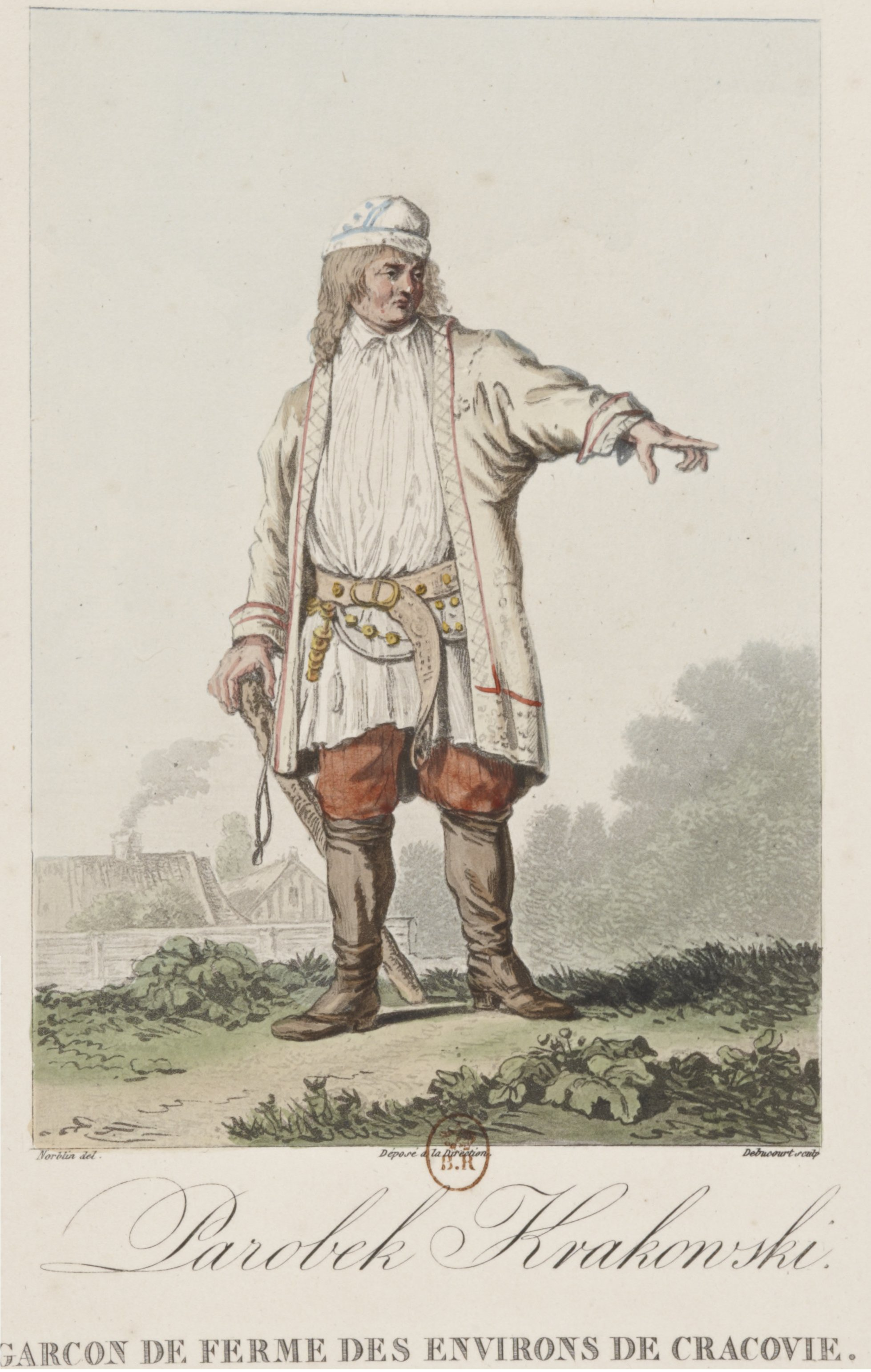
Parobek w świtce

Parobek – stały lub sezonowy robotnik najemny pracujący w folwarku lub gospodarstwie bogatego chłopa, też służący w karczmie lub majątku dworskim.

## Etymologia obecna i historyczna
Słowo powiązane ze współczesnym robota=ciężka praca, ale też stanowisko pracy (zobacz też międzynarodowe słowo robot o tej samej etymologii słowiańskiej).
Dawne słowniki podają, że w niektórych językach słowiańskich poroba=niewolnictwo.

## Historia pojęcia
Dawniej (XVII-XVIII w.), według wstępnej analizy: słowo zwykle oznaczało: niewykwalifikowanego robotnika, który mógł pracować np.: 
- w gospodarstwie na wsi (np.: „Iuz tez potrzebnieyszą ku Starosci rad bym odmięnił sarzą. To iest uczyc się aekonomiki przy dobrey iakiey Gospodyniey przy stawszy za parobka”)[4],
- rzadziej w kopalni (np.: „Parobków robiąc[ych] dojźrzeć mają p. stygar i starejsi, aby wedle miary słuszną doręba była, żeby j. k. mci i mistrzowi szkody przez złą dorębę nie było.”)[4]